# 屏幕显示

电视上显示的是当前频道號和音量

屏幕显示( on-screen display，OSD ) 是指屏幕画面上人為調出的图像，人們通過遙控器可以在电视机、錄影機和DVD播放机上显示音量、频道和时间等信息。